# Albrecht Sedlnický z Choltic
Albrecht Sedlnický z Choltic na Bartošovicích (německy Albrecht von Sedlnitzky, † 1608) byl český šlechtic ze slezské linie svobodných pánů Sedlnických z Choltic. Působil jako opavský zemský sudí a hejtman.

## Život
Narodil se jako syn Václava Sedlnického z Choltic a jeho manželky Kateřiny Bruntálské z Vrbna. 
Byl nejvyšším zemským sudím v Opavě a po zavraždění Ondřeje Brzenice z Markendorfu (27. dubna 1597) se stal zemským hejtmanen a roku 1599 místodržícím zemské komory. V letech 1596–1606 vykonával úřad hejtmana Opavského knížectví.
Albrecht Sedlnický z Choltic zemřel v roce 1608.

### Manželství a potomstvo
Jeho první manželkou byla Kateřina z Fulštejna. Jeho druhou manželkou byla Anna Podstatská z Prusnovic. Z jeho dvou dětí z druhého manželství Fridrich zemřel zřejmě ještě za jeho života. Dcera Alžběta byla dvakrát vdaná. Jejím druhým manželem byl Zdenko Žampach z Potenštejna, který byl v roce 1624 jako vzbouřenec proti císaři odsouzen ke ztrátě poloviny majetku.